# アメッコ市
アメッコ市（アメッコいち）は、秋田県大館市において、1588年（天正16年）から旧正月12日に行われている小正月行事。

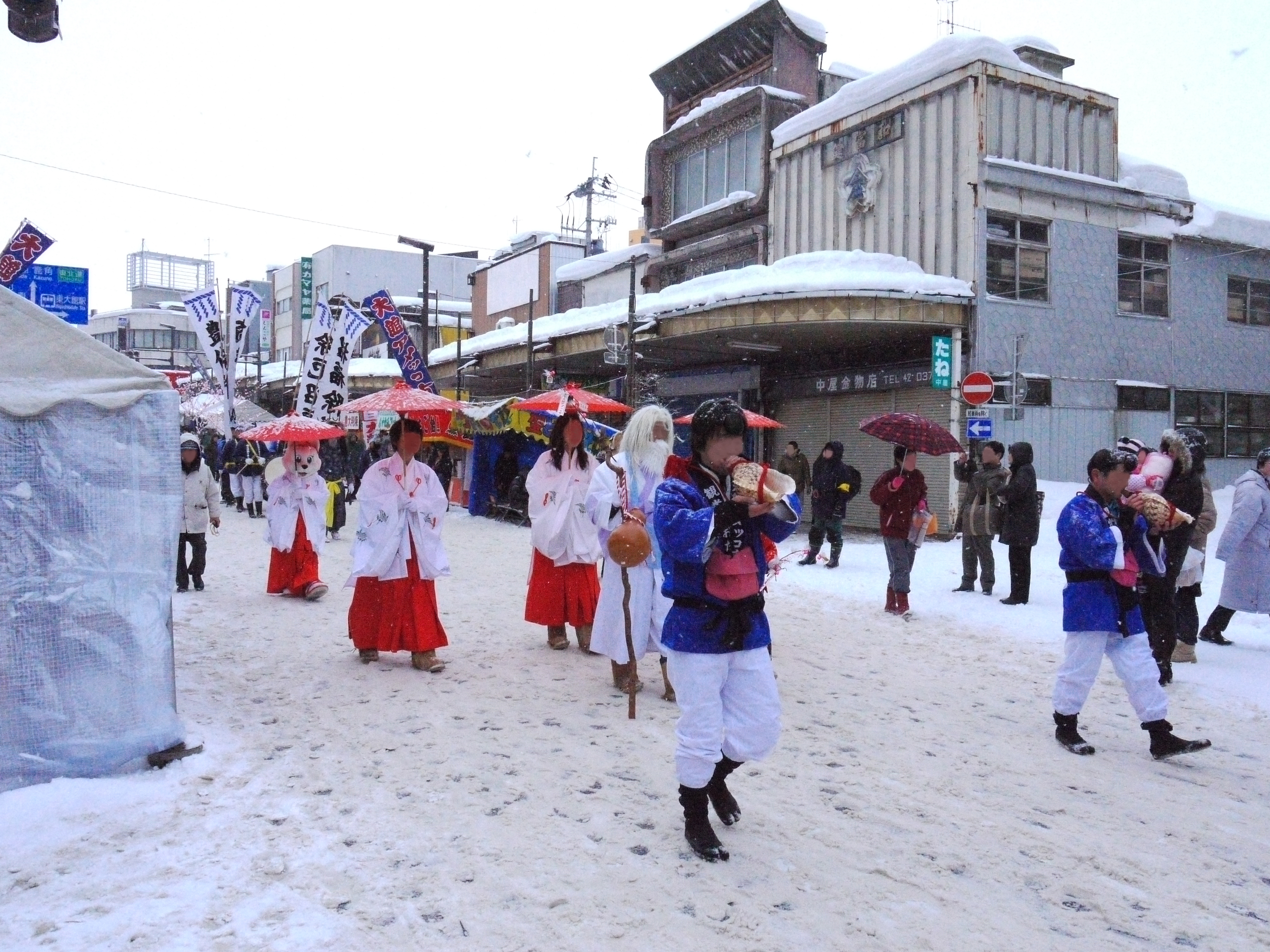
伝説を再現した白ひげ大神巡行（2012年2月）

## 概要
大館市大町の片側2車線の市道・通称おおまちハチ公通りを歩行者天国にして、毎年2月第2土曜日とその翌日曜日に開催される小正月行事である。「アメッコ市の飴を食べると風邪をひかない」との伝承があり、縁起物の飴を買い求める人で県内外から約15万人の人出があり賑わう。
ミズキの枝にアメをつけ稲穂の代わりに神前に供える農家の風俗行事であったのが始まりといわれる。
祭りのメインイベントは、近くの田代岳の守り神・白髭大神（しらひげおおみかみ）がアメを買うために山から降りてくる、との言い伝えを再現し、白髭大神ともんぺ姿の少女「おこう」らが練り歩く白ひげ大神巡行である。また、1972年（昭和47年）より現在のように観光行事化するようになると、秋田犬保存会による秋田犬のパレード、民謡ショーなど、従来の小正月行事（アメッコ行事）以外のイベントが同時に開催されるようになっている。
その反面、飴を売る露店が、ピーク時は60店ほどあったものが、地元の在住者に限定されている出店規制や個人の販売者の高齢化が要因で、徐々に減少していき、2013年には30店ほどに減少している。また、アメッコ市で販売される飴の一部種類が、市内のスーパーマーケット（ITOKUの青森県内を含む各店舗、イオンスーパーセンター大館店など）で「アメッコ市」開催前の特定期間販売され、当日会場へ出向かなくても購入できることや、高齢化と過疎化により規模が年々縮小傾向にある。
- 主催：大館アメッコ市実行委員会
- 場所：おおまちハチ公通り
- 開催日：毎年2月第2土曜日とその翌日曜日（2002年から）[3]

## アクセス
当日は歩行者天国で路線バスの経路が変更になるため、おおまちハチ公通りにあるバス停は利用できない。なお、期間中は、大館駅前から会場入口まで、有料のシャトルバスが運行される。

### 鉄道
JR東日本 奥羽本線
- 大館駅から路線バスで約8分

JR東日本 花輪線
- 東大館駅から徒歩5分

当日（2日間）は秋田駅から臨時・快速列車「大館アメッコ市号」が運行され、同日に行われる湯沢市の犬っこまつり向けに大館駅発・湯沢駅行きの臨時・快速列車「犬っこまつり号」も運行される。

### バス
リムジンバス・路線バス（大館駅方面・小坂町方面・大葛方面から）
- 末広町バス停または長倉町バス停から徒歩1分

路線バス（大谷・大葛方面を除く比内町方面・鹿角市（花輪）方面から）
- 南町バス停から徒歩1分

大館駅-会場入口シャトルバス（臨時）

## 秋田県内で同日開催される小正月行事
- 犬っこまつり（湯沢市）
- もちっこ市（北秋田市）